# Escobaria duncanii
Escobaria duncanii ist eine Pflanzenart in der Gattung Escobaria aus der Familie der Kakteengewächse (Cactaceae). Das Artepitheton duncanii ehrt den US-Amerikaner Frank Duncan auf dessen Grubenfeld die Art entdeckt wurde.

## Beschreibung
Escobaria duncanii wächst einzeln oder bildet Gruppen. Die kreiselförmigen, fast kugelförmigen bis verkehrt konischen grünen Triebe erreichen Wuchshöhen von 2,5 bis 6 Zentimeter und ebensolche Durchmesser. Die Triebe sind von der dichten Bedornung verdeckt. Ihre nicht festen, zylindrischen Warzen sind bis zu 6 Millimeter lang. Die 30 bis 75 weißen Dornen besitzen eine dunklere Spitze und lassen sich nicht in Mittel- und Randdornen gliedern. Sie sind schlank, zerbrechlich, nadelig, gerade bis gebogen oder verdreht und bis zu 2 Zentimeter lang.
Die rosafarbenen Blüten sind bis zu 3 Zentimeter lang. Die roten, keulenförmigen Früchte weisen Längen von bis zu 10 Millimeter auf.

## Verbreitung, Systematik und Gefährdung
Escobaria duncanii ist in den Vereinigten Staaten im Süden des Bundesstaates New Mexico und im Westen von Texas verbreitet.
Die Erstbeschreibung als Escobesseya duncanii durch John Pinckney Hester wurde 1945 veröffentlicht. Franz Buxbaum stellte die Art 1960 in die Gattung Escobaria. Weitere nomenklatorische Synonyme sind Escobaria duncanii (Hester) Backeb. (1961), Coryphantha duncanii (Hester) L.D.Benson (1969), Mammillaria duncanii (Hester) D.Weniger (1970, nom. inval. ICBN-Artikel 33.3), Escobaria dasyacantha var. duncanii (Hester) N.P.Taylor (1983) und Neobesseya duncanii (Hester) Lodé (2013).
In der Roten Liste gefährdeter Arten der IUCN wird die Art als „Least Concern (LC)“, d. h. als nicht gefährdet geführt.

## Nachweise